# Port lotniczy Karlsruhe/Baden-Baden
Port lotniczy Karlsruhe/Baden-Baden (IATA: FKB, ICAO: EDSB) – międzynarodowy port lotniczy położony w Rheinmünster, 40 km na południe od Karlsruhe i 12 km na zachód od Baden-Baden, w kraju związkowym Badenia-Wirtembergia, w Niemczech.

## Linie lotnicze i połączenia
| Linia lotnicza           | Kierunek |
| ------------------------ | --- |
| Corendon Airlines        | Sezonowo: 1. Antalya |
| Enter Air                | Sezonowe czartery: 1. Fuerteventura 2. Gran Canaria 3. Heraklion 4. Kos 5. Palma de Mallorca 6. Rodos |
| Eurowings                | Sezonowo: 1. Palma de Mallorca |
| Freebird Airlines Europe | Sezonowe czartery: 1. Hurghada |
| Mavi Gök Airlines        | Sezonowe czartery: 1. Antalya (od 17 maja 2024) |
| Ryanair                  | 1. Agadir 2. Alicante 3. Bari 4. Faro 5. Fez 6. Girona 7. Londyn-Stansted 8. Malaga 9. Palma de Mallorca 10. Porto 11. Sewilla 12. Sofia 13. Sztokholm-Arlanda 14. Tel Awiw 15. Teneryfa-Południe 16. Saloniki 17. Walencja 18. Zagrzeb Sezonowo: 1. Mediolan-Bergamo 2. Cagliari 3. Korfu 4. Gran Canaria 5. Lamezia Terme 6. Palermo 7. Trapani 8. Zadar |
| Wizz Air                 | 1. Belgrad 2. Sybin 3. Skopje 4. Timisoara 5. Tirana |